# Synthesia
Synthesia es un programa para Microsoft Windows, macOS, Android, y iPad que permite a los usuarios usar un piano o teclado MIDI o el mismo teclado del ordenador para tocar la música de un fichero MIDI siguiendo la representación gráfica que aparece en pantalla, en la que las notas van cayendo hacia un teclado, muy parecido al estilo del juego Guitar Hero. Originalmente Synthesia se conocía por el nombre de Piano Hero, debido a la similitud del juego con Guitar Hero, sin embargo Activision (la compañía que posee los derechos de Guitar Hero) envió una carta de desistimiento al autor del programa, Nicholas Piegdon, pidiendo que dejara de utilizar ese nombre.
El programa original era únicamente para Windows, pero después de unas donaciones al principio de 2007, se portó a macOS.
Synthesia era originalmente un proyecto de código abierto, pero viendo el potencial valor comercial del programa, Piegdon decidió parar la distribución de su código fuente (en la versión 0.6.2), sin embargo, deja el lanzamiento del código abierto más reciente disponible para descargar. Previo a diciembre de 2014 , la funcionalidad básica era gratis, y un "Learning Pack" (pack de aprendizaje) podía ser adquirido para desbloquear aplicaciones adicionales, tal como un visualizador de partituras mientras se ejecuta una pieza. En la versión 10 del programa no es posible su uso sin antes comprarlo, con la excepción de varios demos MIDIs incluidos para tocar.

## Características
Synthesia tiene soporte para tocar archivos MIDI personalizados, al igual que la conexión con distintos dispositivos MIDI. Este califica la ejecución del usuario luego de terminada la pieza musical con una puntuación la cual se puede subir a un marcador en línea. Además incluye un pack de aprendizaje que permite ver la notación musical de una composición al usuario y múltiples aplicaciones de práctica, como por ejemplo "Melody Practice" (Práctica melódica), la cual pausa la canción siempre que el usuario se olvide de tocar una nota, y solo continúa cuando se ejecuta la nota correcta.

## Carta de cese y desistimiento
En una carta fechada el 26 de marzo de 2007, Activision requirió a Piegdon "cesar inmediatamente en la utilización del nombre Piano Hero en conexión con la distribución y promoción de su videojuego y convenir no usarlo en el futuro". Piegdon respondió celebrando un concurso para encontrar un nuevo nombre para el proyecto, lo que llevó a la adopción del nombre actual, Synthesia sugerido por Daniel Lawrence.

## Alternativas
Las alternativas incluyen:
- Linthesia GNU/Linux fork
- PianoCrumbs
- Musicope
- Concertista MIDI